# Jelena Nikitina
Jelena Valerjevna Nikitina (Russisch: Еле́на Вале́рьевна Ники́тина) (Moskou, 2 november 1992) is een Russisch skeletonster.

## Carrière
Bij haar wereldbekerdebuut in Winterberg op 7 december 2012 eindigde Nikitina op de tiende plaats. Op 19 januari 2013 won ze in Igls haar eerste wereldbekerwedstrijd.
Nikitina kwalificeerde zich voor de Olympische Winterspelen in 2014, waar ze de bronzen medaille won. In 2022 nam ze na afwezigheid in 2018 opnieuw deel en behaalde een 16e plaats.

## Resultaten

### Olympische Spelen
| Jaar | Plaats | Resultaat |
| ---- | ------ | --------- |
| 2014 | Sotsji | Brons     |
| 2022 | Peking | 16e       |

### Wereldkampioenschappen
| Jaar | Plaats       | Resultaat                     |
| ---- | ------------ | ----------------------------- |
| 2013 | Sankt Moritz | 16e                           |
| 2015 | Winterberg   | DNF                           |
| 2016 | Igls         | Individueel · Landenwedstrijd |
| 2017 | Königssee    | 9e 5e Landenwedstrijd         |
| 2019 | Whistler     | 5e 8e Landenwedstrijd         |
| 2020 | Altenberg    | 5e 12e Gemengd team           |
| 2021 | Altenberg    | · Gemengd team                |

### Wereldbeker
Eindklasseringen
| Seizoen   | Rang  |
| --------- | ----- |
| 2012/2013 | 18e   |
| 2013/2014 | 13e   |
| 2014/2015 | 17e   |
| 2015/2016 | 18e   |
| 2016/2017 | 14e   |
| 2017/2018 | 4e    |
| 2018/2019 | Goud  |
| 2019/2020 | Brons |
| 2020/2021 | 6e    |
| 2021/2022 | Brons |

Wereldbekerzeges
| Datum            | Plaats      |
| ---------------- | ----------- |
| 18 januari 2013  | Innsbruck   |
| 18 november 2017 | Park City   |
| 15 december 2017 | Innsbruck   |
| 9 december 2018  | Sigulda     |
| 4 januari 2019   | Altenberg   |
| 15 februari 2019 | Lake Placid |
| 13 december 2019 | Lake Placid |
| 10 januari 2020  | La Plagne   |
| 16 februari 2020 | Sigulda     |
| 11 december 2020 | Innsbruck   |
| 8 januari 2021   | Winterberg  |
| 29 januari 2021  | Innsbruck   |
| 19 november 2021 | Igls        |
| 26 november 2021 | Igls        |